# 京师法律学堂
京师法律学堂是清朝末期存在于北京的一所官办法律学堂。
1901年，清朝光绪皇帝实行新政。1906年10月，应修订法律大臣沈家本、伍廷芳等人的奏请，清政府在京师创办了中国第一所官办法律学堂——京师法律学堂，是近代意义上的正规专门法学教育的开始。
法律学堂只开了甲乙两班，毕业者大概500人，还未开办丙班便停办，学生并入京师法政学堂。1912年，京师法政学堂更名为北京法政专门学校，分为政治、法律、经济三科，两学堂的历史遂告结束，毕业的学生在晚清时期分发各省，或于1910年考取法官。因民国成立政府改组，两学堂毕业生找工作极为困难。